# Hydrocyphon boukali
Hydrocyphon boukali es una especie de coleóptero de la familia Scirtidae.

## Distribución geográfica
Habita en Kerala (India).